# دیدیه دشان
دیدیه کلود دشام (به فرانسوی: Didier Deschamps) (زاده ۱۵ اکتبر ۱۹۶۸ در شهر بایون فرانسه) بازیکن سابق و مربی فعلی فوتبال است. وی از سال ۲۰۱۲ هدایت تیم ملی فوتبال فرانسه را بر عهده دارد.
او سال ۱۹۹۸ با تیم ملی فرانسه به عنوان کاپیتان قهرمان جام جهانی فوتبال
شد و در سال ۲۰۱۸ نیز به عنوان سرمربی این افتخار را کسب کرد.
او به همراه فرانتس بکن‌باوئر و ماریو زاگالو تنها کسانی هستند که هم به عنوان بازیکن و هم به عنوان سرمربی، قهرمان جام جهانی شده‌اند.

## عملکرد باشگاهی
دیدیه دشان در طول دوران بازی خود در تیم‌های نانت، المپیک مارسی، بوردو، یوونتوس، چلسی و والنسیا بازی می‌کرد.

## عملکرد ملی
تنها شخصیت فوتبالی که هم به عنوان کاپیتان ( قهرمان) و هم به عنوان سرمربی نائب قهرمان یورو و قهرمان جام جهانی شده است.
دشان سابقه بازی برای تیم ملی فوتبال زیر ۲۱ سال فرانسه را دارد.
دشان اولین بازی ملی خود را در تاریخ ۲۹ آوریل ۱۹۸۹ در چهارچوب رقابت مقدماتی جام جهانی ۱۹۹۰ مقابل تیم ملی فوتبال یوگسلاوی انجام داد، این بازی با نتیجه ۰ بر ۰ به پایان رسید. وی اولین گل ملی خود را نیز در همین چارچوب مقابل تیم ملی فوتبال اسکاتلند در تاریخ ۱۱ اکتبر ۱۹۸۹ به ثمر رساند، تا به پیروزی ۳ بر ۰ فرانسه کمک کند.
دشان اولین بار بازو بند کاپیتانی را در یک بازی دوستانه مقابل تیم ملی فوتبال آلمان به بازو بست. او همراه تیم ملی فرانسه موفق به قهرمانی در جام جهانی فوتبال ۱۹۹۸ و جام ملت‌های اروپا ۲۰۰۰ شد.
او در مجموع ۱۰۳ بازی برای تیم ملی کشورش انجام داد و موفق شد ۴ گل به ثمر برساند.

## عملکرد مربیگری

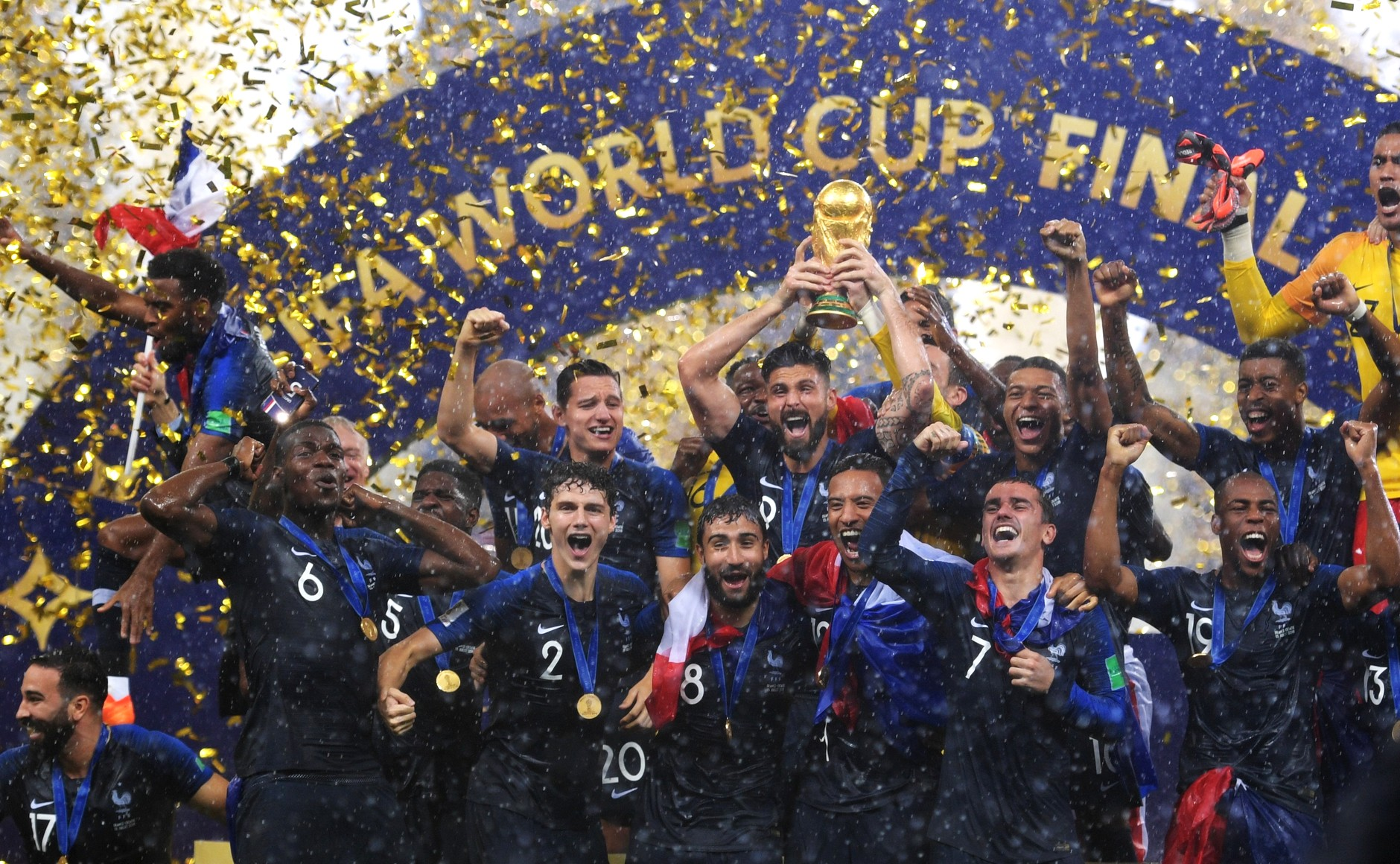
دیدیه دشان با تیم ملی فرانسه به فینال یورو 2016 رسید، قهرمان جام جهانی 2018 و نایب قهرمان جام جهانی 2022 شد

### موناکو
دشان در ۱ ژانویه ۲۰۰۱ به جای کلود پوئل به‌عنوان سرمربی باشگاه فوتبال موناکو انتخاب شد. او با این تیم به قهرمانی جام حذفی فوتبال فرانسه ۰۳–۲۰۰۲ و همچنین نایب قهرمان لیگ قهرمانان اروپا ۰۴–۲۰۰۳ دست یافت. وی در تاریخ ۱۹ سپتامبر ۲۰۰۵ به دلیل نتایج ضعیف و اختلاف با مدیران از سمت خود استعفا داد.

### یوونتوس
در ۱۰ ژوئیه ۲۰۰۶ پس از استعفای فابیو کاپلو در پی رسوایی کالچو پولی به‌عنوان سرمربی باشگاه فوتبال یوونتوس انتخاب شد. او توانست این تیم را با ۸۵ امتیاز قهرمان سری بی در فصل ۰۷–۲۰۰۶ کند. اما این بار هم به‌دلیل اختلاف با مدیران یوونتوس در تاریخ ۲۶ مه ۲۰۰۷ از سمت خود کناره‌گیری کرد.

### مارسی
در ۵ مهٔ ۲۰۰۹ باشگاه فوتبال مارسی اعلام کرد که دیدیه دشان سرمربی این تیم و جایگزین اریک گرتس شده‌است. دشان، مارسی را سه سال پی در پی قهرمان جام اتحادیه باشگاه‌های فرانسه کرد. همچین یک قهرمانی در لیگ ۱ و دو قهرمانی در سوپر جام فوتبال فرانسه را هم به دست آورد. دشان ۲ ژوئیه ۲۰۱۲ قرارداد خود را با مارسی فسخ کرد.

### فرانسه
در تاریخ ۸ ژوئیه ۲۰۱۲ فدراسیون فوتبال فرانسه اعلام کرد که دشان سرمربی تیم ملی فوتبال فرانسه خواهد بود به این ترتیب او جانشین لوران بلان شد. در سال ۲۰۱۶ دشان تیم ملی فوتبال فرانسه را به نایب قهرمانی جام ملت‌های اروپا رساند. و همچنین با این تیم قهرمان جام جهانی فوتبال ۲۰۱۸ و لیگ ملت‌های اروپا ۲۱–۲۰۲۰ شد. در فینال جام جهانی فوتبال ۲۰۲۲ نیز بعد از شکست در ضربات پنالتی مقابل تیم ملی فوتبال آرژانتین نایب قهرمان جام جهانی فوتبال ۲۰۲۲ شد.

## افتخارات

### به عنوان بازیکن

#### باشگاهی
مارسی
- لیگ ۱(۲): ۹۰–۱۹۸۹، ۹۲–۱۹۹۱
- لیگ قهرمانان اروپا(۱): ۹۳–۱۹۹۲

یوونتوس
- سری آ(۳): ۹۵–۱۹۹۴، ۹۷–۱۹۹۶، ۹۸–۱۹۹۷
- کوپا ایتالیا(۱): ۹۵–۱۹۹۴
- سوپرجام فوتبال ایتالیا(۲): ۱۹۹۵، ۱۹۹۷
- جام بین قاره ای(۱): ۱۹۹۶
- لیگ قهرمانان اروپا(۱): ۹۶–۱۹۹۵
- جام اینترتوتو(۱): ۱۹۹۹
- سوپر جام اروپا(۱): ۱۹۹۶

چلسی
- جام حذفی فوتبال انگلستان(۱): ۲۰۰۰–۱۹۹۹

#### ملی
فرانسه
- جام جهانی فوتبال(۱): ۱۹۹۸
- جام ملت‌های اروپا(۱): ۲۰۰۰

#### فردی
- بهترین بازیکن سال فرانسه: ۱۹۹۶
- ترکیب منتخب جام ملت‌های اروپا: ۱۹۹۶

### به عنوان مربی
موناکو
- جام اتحادیه باشگاه‌های فرانسه(۱): ۰۳–۲۰۰۲
- لیگ قهرمانان اروپا: ۰۴–۲۰۰۳ نایب قهرمان

یوونتوس
- سری بی(۱): ۰۷–۲۰۰۶

مارسی
- لیگ ۱(۱): ۱۰–۲۰۰۹
- جام اتحادیه باشگاه‌های فرانسه(۳): ۱۰–۲۰۰۹، ۱۱–۲۰۱۰، ۱۲–۲۰۱۱
- سوپر جام فوتبال فرانسه(۲): ۲۰۱۰، ۲۰۱۱

فرانسه
- جام جهانی فوتبال(۱): ۲۰۱۸
  - ۲۰۲۲ نایب قهرمان
- لیگ ملت‌های اروپا(۱): ۲۱–۲۰۲۰
- جام ملت‌های اروپا: ۲۰۱۶ نایب قهرمان

#### فردی
- بهترین مربی سال لیگ ۱: ۲۰۰۴
- بهترین مربی سال یوفا: ۲۰۱۸

## آمار مربیگری
تا تاریخ ۲۰ آوریل ۲۰۲۵
| تیم     | کشور    | از            | تا              | رکورد | رکورد | رکورد | رکورد | رکورد   |
| تیم     | کشور    | از            | تا              | G     | W     | D     | L     | پیروز % |
| ------- | ------- | ------------- | --------------- | ----- | ----- | ----- | ----- | ------- |
| موناکو  | فرانسه  | ۱ ژانویه ۲۰۰۱ | ۱۹ سپتامبر ۲۰۰۵ | ۲۰۸   | ۹۸    | ۵۹    | ۵۱    | ۰۴۷     |
| یوونتوس | ایتالیا | ۱۰ ژوئیه ۲۰۰۶ | ۲۶ مهٔ ۲۰۰۷      | ۴۳    | ۳۰    | ۱۱    | ۲     | ۰۷۰     |
| مارسی   | فرانسه  | ۱ ژوئیه ۲۰۰۹  | ۲ ژوئیه ۲۰۱۲    | ۱۶۳   | ۸۲    | ۴۰    | ۴۱    | ۰۵۰     |
| فرانسه  | فرانسه  | ۸ ژوئیه ۲۰۱۲  | تاکنون          | ۱۶۷   | ۱۰۶   | ۳۴    | ۲۷    | ۰۶۳     |
| مجموع   | مجموع   | مجموع         | مجموع           | ۵۹۳   | ۳۲۸   | ۱۴۴   | ۱۲۱   | ۰۵۵     |

## آمار ملی

### بازی‌های ملی
| فرانسه | فرانسه | فرانسه |
| سال    | بازی   | گل     |
| ------ | ------ | ------ |
| ۱۹۸۹   | ۵      | ۲      |
| ۱۹۹۰   | ۶      | ۱      |
| ۱۹۹۱   | ۶      | ۰      |
| ۱۹۹۲   | ۱۱     | ۰      |
| ۱۹۹۳   | ۸      | ۰      |
| ۱۹۹۴   | ۴      | ۰      |
| ۱۹۹۵   | ۵      | ۰      |
| ۱۹۹۶   | ۱۲     | ۰      |
| ۱۹۹۷   | ۶      | ۱      |
| ۱۹۹۸   | ۱۷     | ۰      |
| ۱۹۹۹   | ۹      | ۰      |
| ۲۰۰۰   | ۱۴     | ۰      |
| مجموع  | ۱۰۳    | ۴      |

### گل‌های ملی
| شماره | تاریخ          | میزبان       | حریف       | نتیجه | رقابت                  |
| ----- | -------------- | ------------ | ---------- | ----- | ---------------------- |
| ۱     | ۱۱ اکتبر ۱۹۸۹  | پاریس فرانسه | اسکاتلند   | ۳–۰   | مقدماتی جام جهانی ۱۹۹۰ |
| ۲     | ۱۸ نوامبر ۱۹۸۹ | تولوز فرانسه | قبرس       | ۲–۰   | مقدماتی جام جهانی ۱۹۹۰ |
| ۳     | ۲۴ ژانویه ۱۹۹۰ | کویت         | آلمان غربی | ۳–۰   | دوستانه                |
| ۴     | ۲۲ ژانویه ۱۹۹۷ | برگا پرتغال  | پرتغال     | ۲–۰   | دوستانه                |

## آمار باشگاهی
| باشگاه        | فصل           | لیگ           | لیگ  | لیگ | جام حذفی | جام حذفی | قاره‌ای | قاره‌ای | دیگر | دیگر | مجموع | مجموع |
| باشگاه        | فصل           | دسته          | بازی | گل  | بازی     | گل       | بازی   | گل     | بازی | گل   | بازی  | گل    |
| ------------- | ------------- | ------------- | ---- | --- | -------- | -------- | ------ | ------ | ---- | ---- | ----- | ----- |
| نانت          | ۸۶–۱۹۸۵       | لیگ ۱         | ۷    | ۰   | ۱        | ۰        | ۰      | ۰      | _    | _    | ۸     | ۰     |
| نانت          | ۸۷–۱۹۸۶       | لیگ ۱         | ۱۹   | ۰   | ۱        | ۰        | ۲      | ۰      | _    | _    | ۲۲    | ۰     |
| نانت          | ۸۸–۱۹۸۷       | لیگ ۱         | ۳۰   | ۲   | ۳        | ۰        | _      | _      | _    | _    | ۳۳    | ۲     |
| نانت          | ۸۹–۱۹۸۸       | لیگ ۱         | ۳۶   | ۱   | ۵        | ۰        | _      | _      | _    | _    | ۴۱    | ۱     |
| نانت          | ۹۰–۱۹۸۹       | لیگ ۱         | ۱۹   | ۱   | ۰        | ۰        | _      | _      | _    | _    | ۱۹    | ۱     |
| مجموع نانت    | مجموع نانت    | مجموع نانت    | ۱۱۱  | ۴   | ۹        | ۰        | ۳      | ۰      | _    | _    | ۱۲۳   | ۴     |
| مارسی         | ۹۰–۱۹۸۹       | لیگ ۱         | ۱۷   | ۱   | ۵        | ۳        | ۴      | ۰      | _    | _    | ۲۶    | ۴     |
| مارسی         | ۹۲–۱۹۹۱       | لیگ ۱         | ۳۶   | ۴   | ۴        | ۰        | ۴      | ۰      | _    | _    | ۴۴    | ۴     |
| مارسی         | ۹۳–۱۹۹۲       | لیگ ۱         | ۳۶   | ۱   | ۳        | ۰        | ۱۱     | ۰      | _    | _    | ۵۰    | ۱     |
| مارسی         | ۹۴–۱۹۹۳       | لیگ ۱         | ۳۴   | ۰   | ۴        | ۰        | _      | _      | _    | _    | ۳۸    | ۰     |
| مجموع مارسی   | مجموع مارسی   | مجموع مارسی   | ۱۲۳  | ۶   | ۱۶       | ۳        | ۱۹     | ۰      | _    | _    | ۱۵۸   | ۹     |
| بوردو         | ۹۱–۱۹۹۰       | لیگ ۱         | ۲۹   | ۳   | ۱        | ۰        | ۴      | ۰      | _    | _    | ۳۴    | ۳     |
| مجموع بوردو   | مجموع بوردو   | مجموع بوردو   | ۲۹   | ۳   | ۱        | ۰        | ۴      | ۰      | _    | _    | ۳۴    | ۳     |
| یوونتوس       | ۹۵–۱۹۹۴       | سری آ         | ۱۴   | ۱   | ۳        | ۰        | ۶      | ۰      | _    | _    | ۲۳    | ۱     |
| یوونتوس       | ۹۶–۱۹۹۵       | سری آ         | ۳۰   | ۲   | ۱        | ۰        | ۸      | ۰      | ۱    | ۰    | ۴۰    | ۲     |
| یوونتوس       | ۹۷–۱۹۹۶       | سری آ         | ۲۶   | ۱   | ۳        | ۰        | ۱۰     | ۰      | ۲    | ۰    | ۴۱    | ۱     |
| یوونتوس       | ۹۸–۱۹۹۷       | سری آ         | ۲۵   | ۰   | ۰        | ۰        | ۸      | ۰      | ۱    | ۰    | ۳۴    | ۰     |
| یوونتوس       | ۹۹–۱۹۹۸       | سری آ         | ۲۹   | ۰   | ۱        | ۰        | ۹      | ۰      | ۱    | ۰    | ۴۰    | ۰     |
| مجموع یوونتوس | مجموع یوونتوس | مجموع یوونتوس | ۱۲۴  | ۴   | ۸        | ۰        | ۴۱     | ۰      | ۵    | ۰    | ۱۷۸   | ۴     |
| چلسی          | ۲۰۰۰–۱۹۹۹     | لیگ جزیره     | ۲۹   | ۰   | ۱        | ۰        | ۱۴     | ۱      | _    | _    | ۴۷    | ۱     |
| مجموع چلسی    | مجموع چلسی    | مجموع چلسی    | ۲۹   | ۰   | ۱        | ۰        | ۱۴     | ۱      | _    | _    | ۴۷    | ۱     |
| والنسیا       | ۰۱–۲۰۰۰       | لالیگا        | ۱۳   | ۰   | ۱        | ۰        | ۷      | ۰      | _    | _    | ۲۱    | ۰     |
| مجموع والنسیا | مجموع والنسیا | مجموع والنسیا | ۱۳   | ۰   | ۱        | ۰        | ۷      | ۰      | _    | _    | ۲۱    | ۰     |
| مجموع بازی    | مجموع بازی    | مجموع بازی    | ۴۲۷  | ۱۷  | ۴۱       | ۳        | ۸۸     | ۱      | ۵    | ۰    | ۵۶۱   | ۲۱    |